# Anselmo Carretero
Anselmo Carretero Jiménez (Segòvia, 1908 - Mèxic, 2002) va ser un assagista espanyol. Enginyer industrial de formació, es va especialitzar en oceanografia i paral·lelament es va dedicar a estudiar la història d'Espanya, i especialment la de Castella.
Era fill de Luis Carretero Nieva, també enginyer. Del pare va heretar l'interés per a l'estudi de les diferents pobles que cohabiten a Espanya. Després d'acabar els seus estudis d'enginyer industrial a Madrid el 1932 va obtenir una beca per a anar a estudiar a Alemanya el 1933. També va viure, abans de la Guerra Civil espanyola, a França i Mèxic (on va impartir classes de física i matemàtiques). Va tornar a Espanya el 1936 per a treballar a la Direcció general de Pesca. Després d'esclatar la Guerra Civil, va combatre en el bàndol republicà i després de la derrota, es va exiliar a Mèxic el 1939 on va tornar a trobar-se amb la seva esposa i fills. Va treballar, durant anys, a la Societat Mexicana de Crèdit Industria. Per a la companyia Sosa Texcoco estudià el subsól del llac de Texcoco. Durant algun temps va ser, també, director d'una explotació agrícola a la selva de Campeche.
Entre els seus assajos destaquen «Las nacionalidades españolas» (1952), «La integración nacional de las Españas» (1957), «La personalidad de Castilla en el conjunto de los pueblos hispánicos» (1962), «España y Europa» (1971), «Las nacionalidades españolas» (1977), «Los pueblos de España» (1980. Edición española: Barcelona 1992, Editorial Hacer-Fundación Rafael Campalans) i «El antiguo Reino de León (País Leonés): sus raíces históricas, su presente, su porvenir nacional» (1994, Centro de Estudios Constitucionales). Va ser, a més, cofundador de les revistes «Las Españas» i «Diálogo de las Españas».
A les seves obres va criticar la tesi de considerar Castella l'element central de l'imperi Espanyol, així com d'equiparar el castellà amb l'espanyol. Va parar esment a la societat comunal existent històricament a Castella, que es va manifestar a les Comunidades de Villa y Tierra. Va ser militant del PSOE i defensor d'un Estat federal. Sempre es va referir a Espanya com una «nació de nacions». No obstant això, durant la transició espanyola va criticar durament el procés autonòmic per considerar que en alguns casos (com el de Castella i Lleó) no existia fonament històric. Després de la seva mort, per disposició testamentaria la seva biblioteca va ser donada a la Fundación Pablo Iglesias. Figures importants de l'actual política espanyola (com Pasqual Maragall o José Luis Rodríguez Zapatero) s'han referit a Carretero com inspirador de les seves concepcions territorials d'Espanya.
El 2001 va rebre l'encomana de l'Orde del Mèrit Civil del govern espanyol «per al seus estudis i aportacions a les diferències culturals i pel seu espèrit obert a la integració de tots els pobles, en particular els d'Espanya i de Sud-amèrica».